# Pig Heaven
Pig Heaven es el segundo EP de la banda estadounidense de heavy metal White Zombie, publicada por la discográfica independiente Silent Explosion en 1986. Se publicaron dos ediciones distintas del disco (la única diferencia es la portada), ambas de ellas limitadas a quinientas copias. Entre ambas ediciones hubo un cambio de formación de la banda: Ivan de Prume sustituyó a Peter Landau como baterista y Tom Guay a Tim Jeffs como guitarrista. Las canciones "Follow Wild", "Rain Insane", "Paradise Fireball" y "Red River Flow" se grabaron en la misma sesión de estudio.

## Lista de canciones
Todas las letras escritas por Rob Straker, toda la música compuesta por White Zombie. 
| Cara A |              |          |  |
| N.º    | Título       | Duración |  |
| 1.     | «Pig Heaven» | 4:28     |  |

| Cara B |                      |          |  |
| N.º    | Título               | Duración |  |
| 1.     | «Slaughter the Grey» | 4:07     |  |

## Créditos
White Zombie
- Ivan de Prume – batería
- Tom Five – guitarra (segunda edición)
- Tim Jeffs – guitarra (primera edición)
- Rob Straker – voz, dirección artística
- Sean Yseult – bajo, dirección artística

Músicos adicionales y producción
- J.Z. Barrell – ingeniero
- Scott Smith – fotografía